# NGC 5472
NGC 5472 é uma galáxia espiral (Sab) localizada na direcção da constelação de Virgo. Possui uma declinação de -05° 27' 36" e uma ascensão recta de 14 horas, 06 minutos e 54,9 segundos.
A galáxia NGC 5472 foi descoberta em 19 de Abril de 1855 por William Parsons.